# 霜月かいり
霜月 かいり（しもつき かいり、11月14日 - ）は、日本の漫画家・イラストレーター。女性。青森県出身。血液型B型。
2000年、『小説エクリプス』（桜桃書房）4月号にイラストが掲載され、イラストレーターとしてデビューを果たす。同年、同誌12月号に掲載された『Cloudy Heart』で漫画家としてもデビュー。
代表作『BRAVE10』はアニメ化された。戦国BASARAの前までは、BL作品を手がけていた。
画業10年の間に発表された作品群より厳選されたカラーイラスト約100点を収録した画集「霜月かいり画集 鎬 SHI-NO-GUI」も2012年3月に発売されている。

## 作品リスト

### 漫画作品
- 『Inferior Doll』幻冬舎コミックス〈バーズコミックス〉、2003年10月24日発売[3]、ISBN 978-4-344-80320-6（『小説エクリプス』連載）
- 『キッド・ピストルズ』幻冬舎コミックス〈バーズコミックススペシャル〉全1巻（『ミステリービィストリート』連載）
- 『MADNESS』幻冬舎コミックス〈バーズコミックス〉全2巻（『小説リンクス』連載）
  1. 2004年7月24日発売[4]、ISBN 978-4-344-80430-2
  2. 2004年7月24日発売[5]、ISBN 978-4-344-80431-9
- 『Heaven's Love』幻冬舎コミックス〈バーズコミックス〉、2006年2月14日発売[6]、ISBN 978-4-344-80708-2（『Comic Magazine LYNX』連載）
- 『君を迎えに』幻冬舎コミックス〈バーズコミックス〉、2007年5月24日発売[7]、ISBN 978-4-344-80993-2（『Comic Magazine LYNX』連載）
- 『戦国BASARA 乱・世・乱・舞』メディアファクトリー〈MFコミックス〉全3巻（『コミック戦国マガジン』連載）
- 神の烙印（原作：RYO、『ヤングガンガン』連載） - 未刊。
- 『BRAVE10』メディアファクトリー〈MFコミックス〉全8巻（『コミックフラッパー』2006年11月号 - 2011年1月号）
- 『DEATH EDGE』アスキー・メディアワークス〈電撃コミックス〉全4巻（『電撃マ王』2008年12月号・2009年7月号・2009年10月号・2009年12月号 - 2013年12月号）
  1. 2009年10月27日発売[8]、ISBN 978-4-04-868189-6
  2. 2010年9月27日発売[9]、ISBN 978-4-04-868898-7
  3. 2011年12月17日発売[10]、ISBN 978-4-04-886111-3
  4. 2013年6月27日発売[11]、ISBN 978-4-04-891708-7
- 『天地人 主従愛編』ジャイブ〈ピュアフルコミックス〉、2009年10月、ISBN 978-4-8617-6732-6（『全力書店』連載）
- 『伊達柱』スクウェア・エニックス〈ガンガンコミックスIXA〉全1巻（『ガンガン戦-IXA-』・『ガンガンONLINE』連載）
- 『誘い 百年の恋』芳文社〈花音コミックスCitaCitaシリーズ〉、2011年11月29日発売[12]、ISBN 978-4-8322-8784-6（『花音』連載）
- 『BRAVE10 S』メディアファクトリー〈MFコミックス〉全9巻（『コミックジーン』2011年7月号 - 2016年4月号）
- 『魔界医師メフィスト』メディアファクトリー〈コミックジーン〉全3巻（『月刊コミックジーン』2011年8月号 - 2015年3月号）
- 『ナイトメア・エクスプレス』講談社〈KCx〉全2巻（『ARIA』連載）
  1. 2014年3月7日発売[13]、ISBN 978-4-06-380682-3
  2. 2014年12月5日発売[14]、ISBN 978-4-06-380734-9
- 『すべてがFになる -THE PERFECT INSIDER-』講談社〈KCx ARIA〉全2巻（『ARIA』2015年7月号 - 2016年3月号）
- 『JOKER REBOOT』新書館〈ウィングス・コミックス〉全7巻（『ウィングス』2015年10月号 - 2024年2月号）
- 『Thunderbolt Fantasy 東離劍遊紀 乙女幻遊奇』秋田書店〈プリンセスコミックスDX〉全1巻（『チャンピオンクロス』連載）
- 『あやかしパレードゲーム』メディアファクトリー〈MFコミックス ジーンシリーズ〉全3巻（『月刊コミックジーン』2016年8月号 - 2018年4月号）
  1. 2017年3月27日発売[15]、ISBN 978-4-04-069097-1
  2. 2017年9月27日発売[16]、ISBN 978-4-04-069423-8
  3. 2018年3月27日発売[17]、ISBN 978-4-04-069760-4
- 『BRAVE10 〜戯〜』KADOKAWA〈MFコミックス ジーンシリーズ〉全1巻（『月刊コミックジーン』2016年7月号 - 2017年2月号）
- 『アーサーブライト』徳間書店〈ゼノンコミックス〉全4巻（『マンガほっと』連載）
  1. 2017年11月20日発売[18]、ISBN 978-4-19-980458-8
  2. 2018年4月20日発売[19]、ISBN 978-4-19-980489-2
  3. 2018年11月20日発売[20]、ISBN 978-4-19-980537-0
  4. 2019年6月20日発売[21]、ISBN 978-4-19-980579-0
- 『僕達のファンになってください』KADOKAWA〈MFC ジーンピクシブシリーズ〉全2巻（『ジーンピクシブ』連載）
  1. 2019年9月27日発売[22]、ISBN 978-4-04-064064-8
  2. 2020年4月27日発売[23]、ISBN 978-4-04-064560-5
- 『Room303』集英社〈集英社君恋コミックスDIGITAL〉、2019年11月（『君恋』連載） - 紙書籍未刊行（電子書籍のみ）、2019年11月25日配信[24]
- 『BRAVE10 〜暁〜』KADOKAWA〈MFコミックス ジーンシリーズ〉全1巻（『月刊コミックジーン』2020年6月号 - 2020年9月号）
- 『悪辣-アクラツ-』少年画報社〈ヤングキングコミックス〉既刊1巻（『ヤングキング』『ヤングキングBULL』連載）
  1. 2020年11月30日発売[25]、ISBN 978-4-7859-6810-6
- 『錆色のアーマ-黎明-』KADOKAWA〈MFコミックス ジーンシリーズ〉全2巻（『月刊コミックジーン』2021年6月号 - 2022年6月号）
- 『大正諸恋ノスタルジー〜文豪と女たちの恋煩い〜』双葉社〈ジュールコミックス〉既刊7巻（『めちゃコミック』連載） - 紙書籍未刊行（電子書籍のみ）。
  1. 2022年5月7日配信[26]
  2. 2022年8月9日配信[27]
  3. 2022年11月1日配信[28]
  4. 2023年2月1日配信[29]
  5. 2023年5月3日配信[30]
  6. 2023年8月5日配信[31]
  7. 2023年11月1日配信[32]
- 『後宮の百花輪』集英社〈マーガレットコミックスDIGITAL〉全2巻（『デジタルマーガレット』連載）
  1. 2024年8月2日配信[33]
  2. 2024年8月2日配信[34]
- 『ナダ』少年画報社（『ヤングキングBULL』2022年9月号、2023年8月号[35] - 連載） - 読み切りから不定期連載化[35]。
- 『社交界の毒婦とよばれる私 〜素敵な辺境伯令息に腕を折られたので、責任とってもらいます〜』白泉社〈花とゆめコミックススペシャル〉既刊1巻（『マンガPark』連載[36]）
  1. 2025年2月5日発売[37][38]、ISBN 978-4-592-23058-8
- 『悪人の恋』イースト・プレス〈Sonyaコミックス〉既刊1巻（原作：荷鴣、キャラクター原案：鈴ノ助）
  1. 2024年11月6日発売[39][40]、ISBN 978-4-7816-2404-4

### 小説イラスト
- 竜の紋章 Season シリーズ（著者：新田一実、桜桃書房、2003年）
- 貴人は香る肌を愛でる（著者：浅見茉莉、プランタン出版、2007年）
- 囚われの蜘蛛（著者：村治夜明、プランタン出版、2007年）
- 人肌の秘めごと（著者：沙野風結子、プランタン出版、2007年）
- 帝王は恋に惑う（著者：火崎勇、心交社、2009年）
- 西の末裔 シリーズ（著者：村田栞、角川書店、2013年）
- 百華夜光（著者：宙地、一二三書房、2015年）カバーイラスト

### その他
- 百華夜光（ゲーム、2015年）キャラクターデザイン